# Bathyphantes weyeri
Bathyphantes weyeri é uma espécie de aranhas da família Linyphiidae encontradas nos Estados Unidos e no Canadá.